# Universidade de Tromsø
A Universidade de Tromsø - Universidade Ártica da Noruega (UiT)  (em norueguês Bokmål Universitetet i Tromsø - Norges arktiske universitet; em norueguês Nynorsk Universitetet i Tromsø – Noregs arktiske universitet; em lapão setentrional Romssa universitehta – Norgga árktalaš universitehta) está localizada na cidade de Tromsø, no extremo norte da Noruega, acima do círculo polar ártico. 

Foi fundada em 1968 e aberta em 1972. É atualmente a terceira maior universidade da Noruega. 
É o centro de ensino superior mais ao norte de todo o planeta. Conta com cerca de 15 000 estudantes e 3 200 funcionários.

A nova "Universidade de Tromsø - Universidade Ártica da Noruega" resulta da fusão da antiga "Universidade de Tromsø" com a "Escola Superior de Tromsø" (Høgskolen i Tromsø), a "Escola Superior de Finnmark" (Høgskolen i Finnmark), a "Escola Superior de Harstad" (Høgskolen i Harstad) e a "Escola Superior de Narvik" (Høgskolen i Narvik).

É uma das dez universidades da Noruega, constituindo o maior centro de investigação e de ensino do norte do país. A localização da instituição torna-a adequada ao desenvolvimento de estudos do ambiente e da natureza da região, da sua cultura e da sua sociedade. Ao mesmo tempo, a universidade possui uma perspectiva global, aberta a influências e fontes de inspiração externas.

## Faculdades
A Universidade de Tromsø - Universidade Ártica da Noruega é composta pelas seguintes faculdades e unidades universitárias:

- Faculdade da bio-ciências, pesca e economia  (Fakultet for biovitenskap, fiskeri og økonomi)
- Faculdade de humanidades, ciências sociais e formação de professores  (Fakultet for humaniora, samfunnsvitenskap og lærerutdanning)
- Faculdade de engenharia e tecnologia  (Fakultet for ingeniørvitenskap og teknologi)
- Faculdade de  ciências naturais e tecnologia  (Fakultet for naturvitenskap og teknologi)
- Faculdade de ciências da saúde  (Det helsevitenskapelige fakultet)
- Faculdade de direito (Det juridiske fakultet)
- Museu da universidade ártica da Noruega e Academia das artes  (Norges arktiske universitetsmuseum og akademi for kunstfag)
- Biblioteca da universidade  (Universitetsbiblioteket)

## Campi
A universidade dispõe de um campus principal na cidade de Tromsø e de outros campi em Alta, Hammerfest, Harstad, Kirkenes, Narvik, Bodø e Mo i Rana.

## Logotipo
O logotipo da universidade possui dois corvos. Esses corvos representam Hugin e Munin. Na mitologia nórdica, Hugin e Munin viajam pelo mundo inteiro às ordens de Odin, trazendo-lhe notícias e informações. Hugin assemelha-se ao pensamento e Munin à memória.